# می‌دوم
می‌دوم (به عربی: می‌دوم) یک روستا و محوطه باستانی در مصر است که در استان بنی‌سویف واقع شده‌است.

## نگارخانه

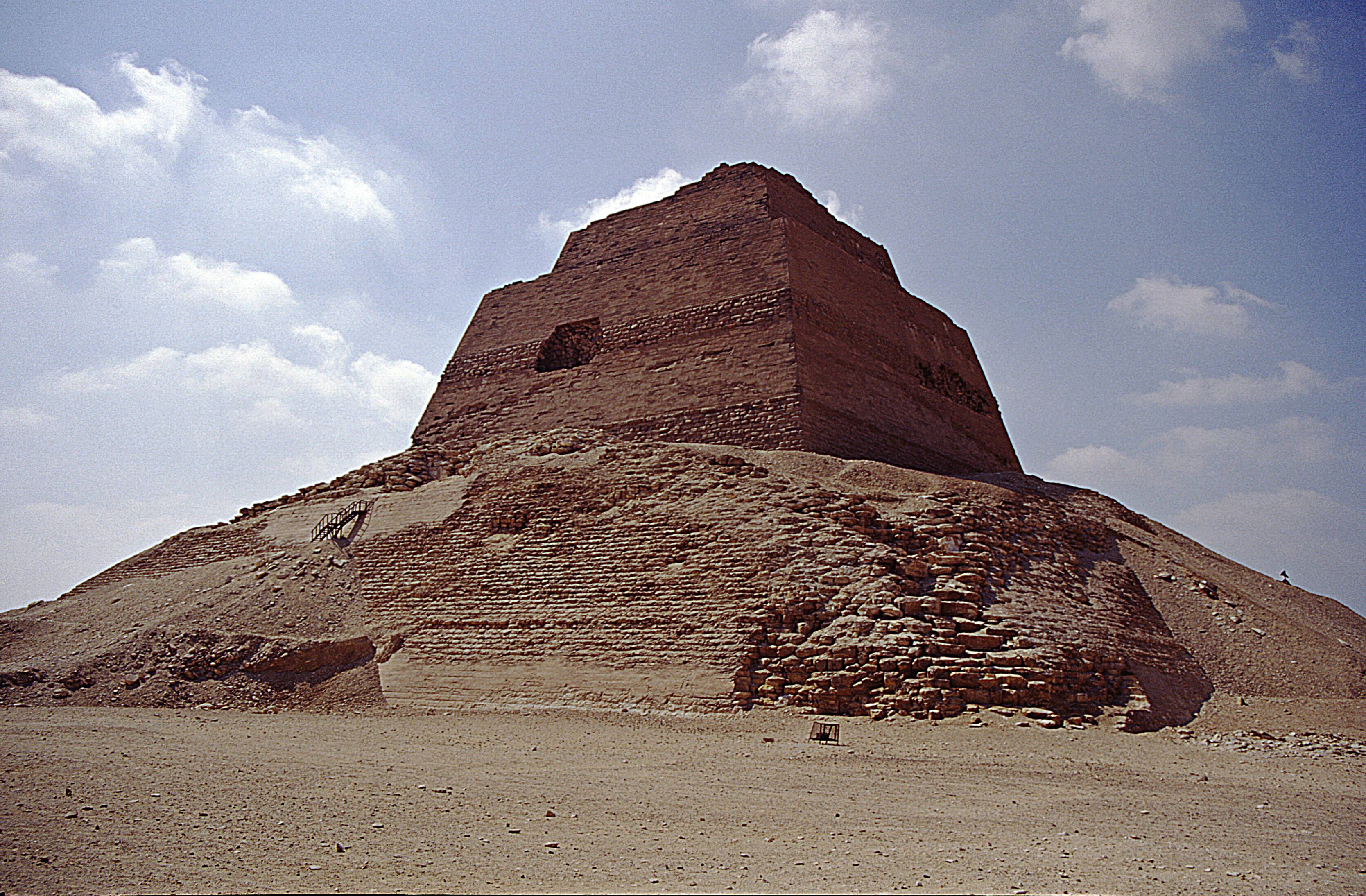
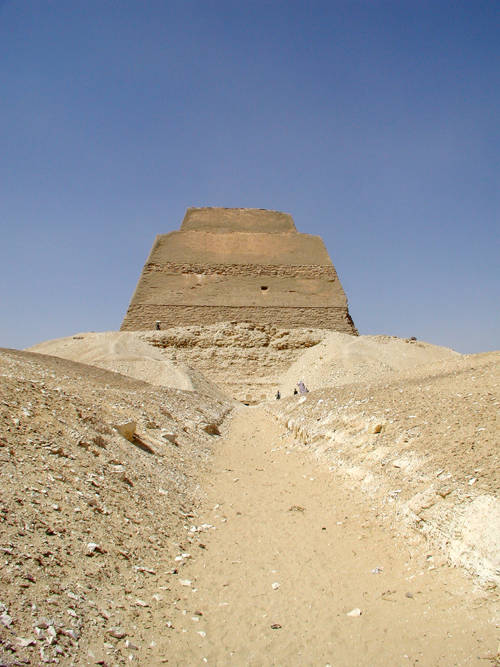
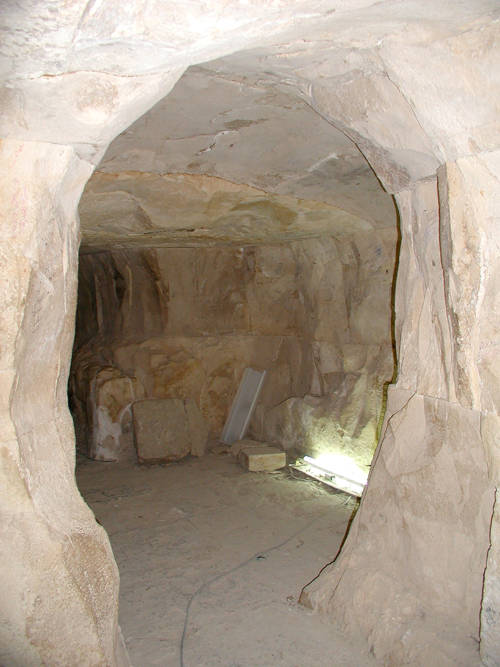
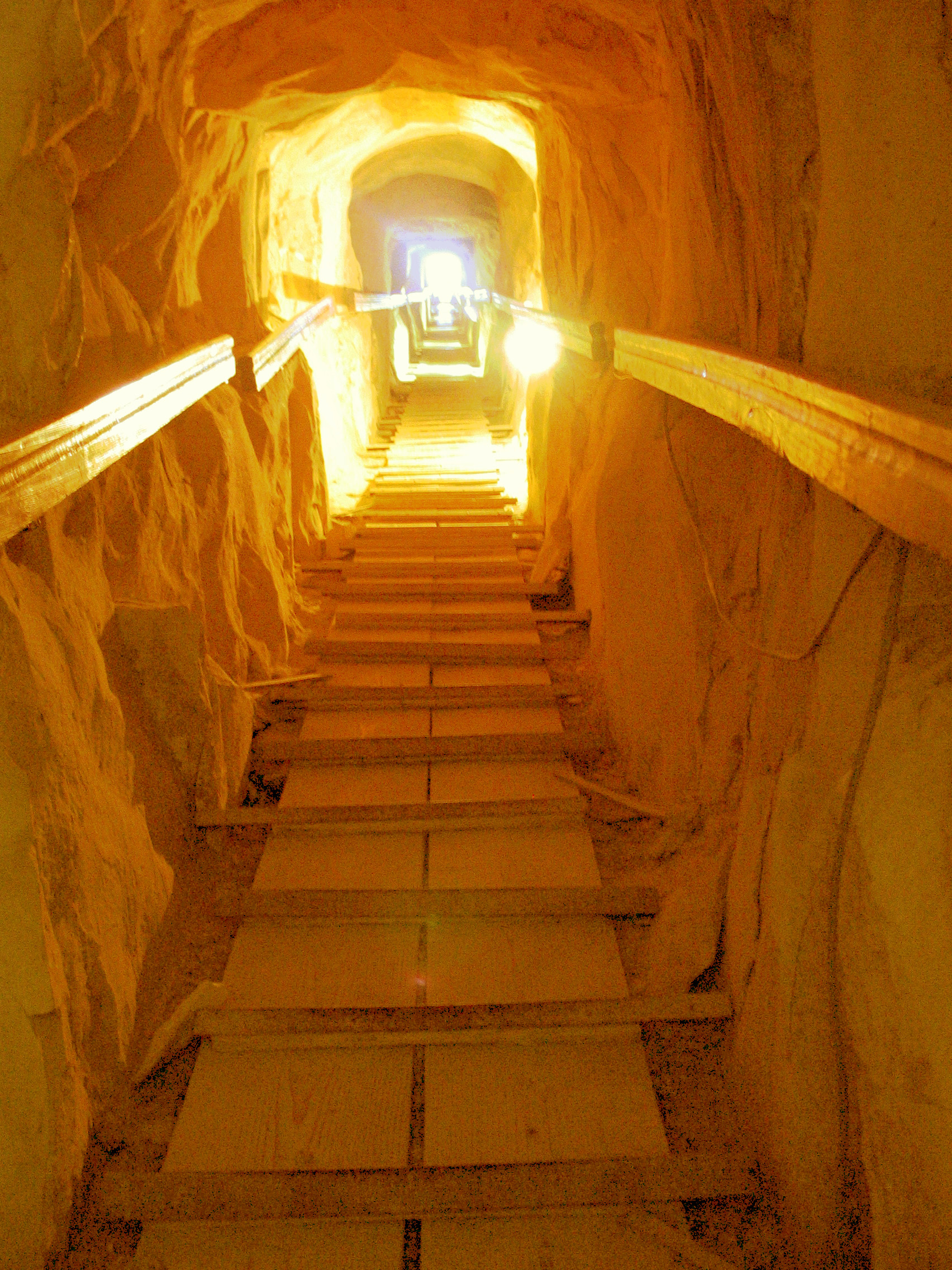
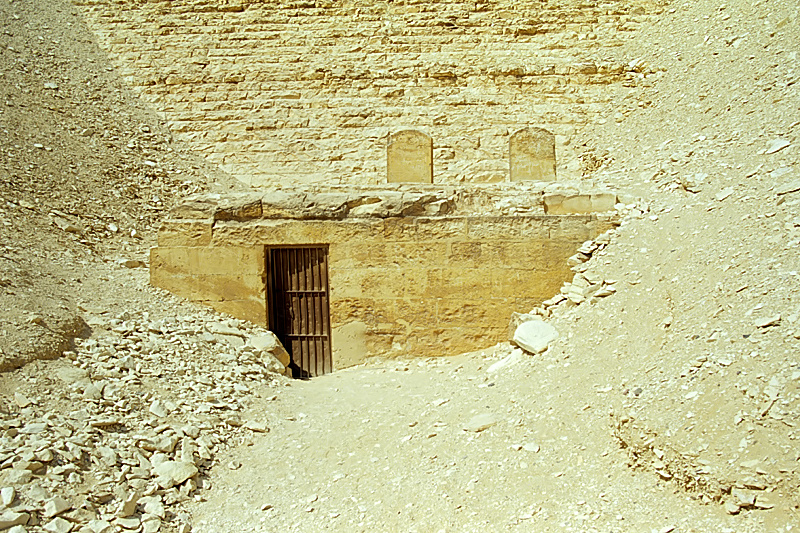
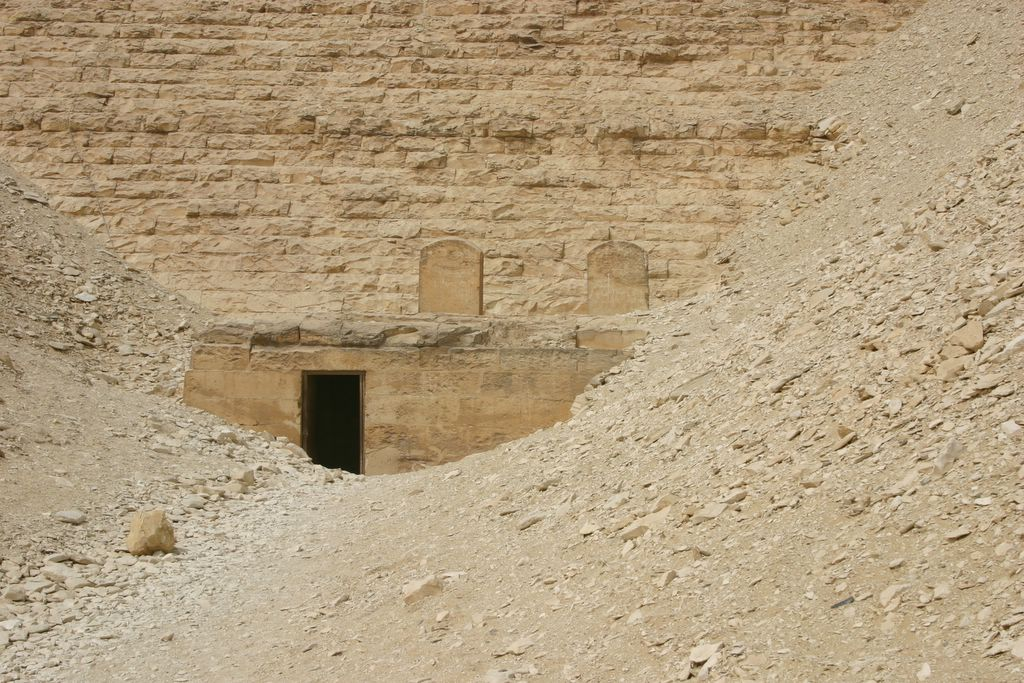
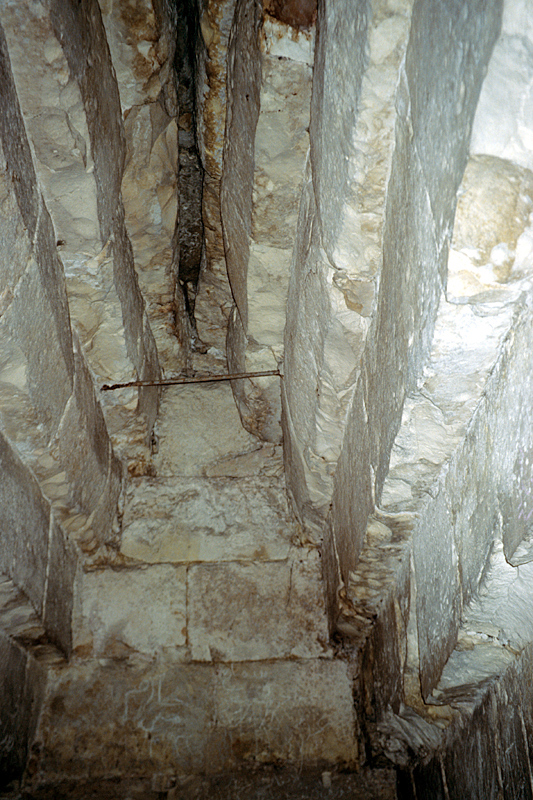
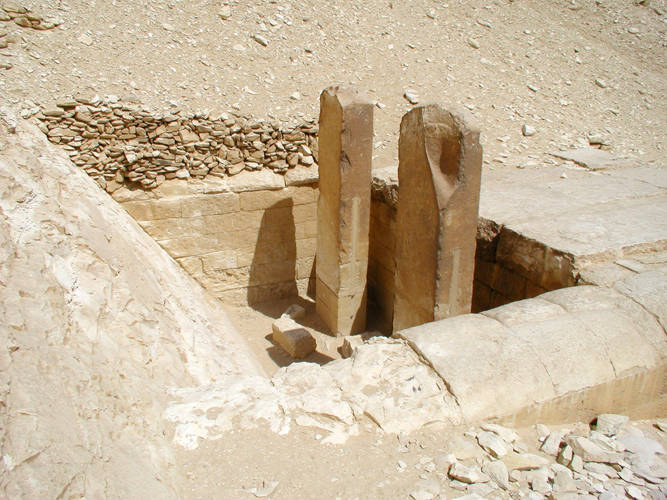
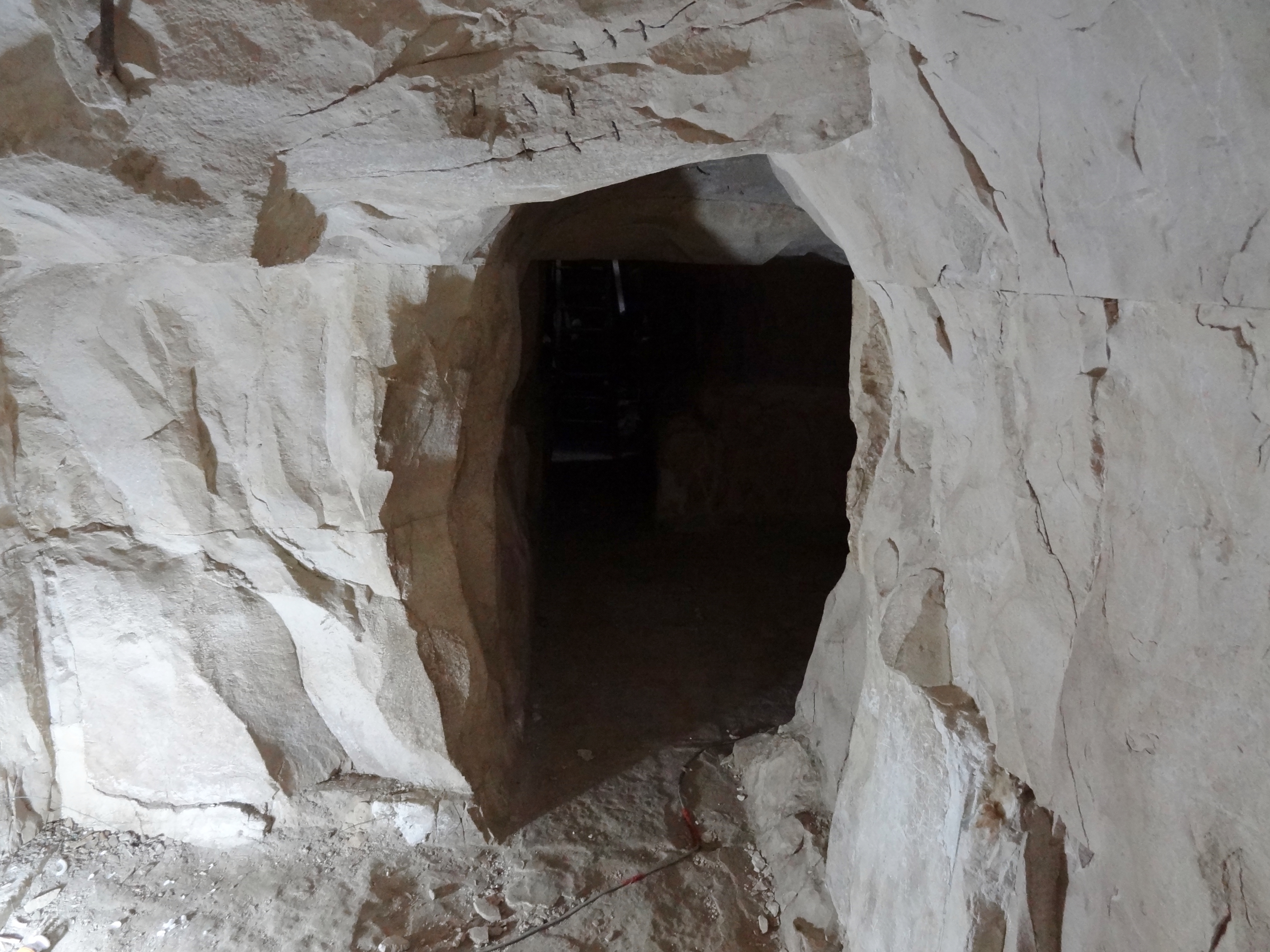
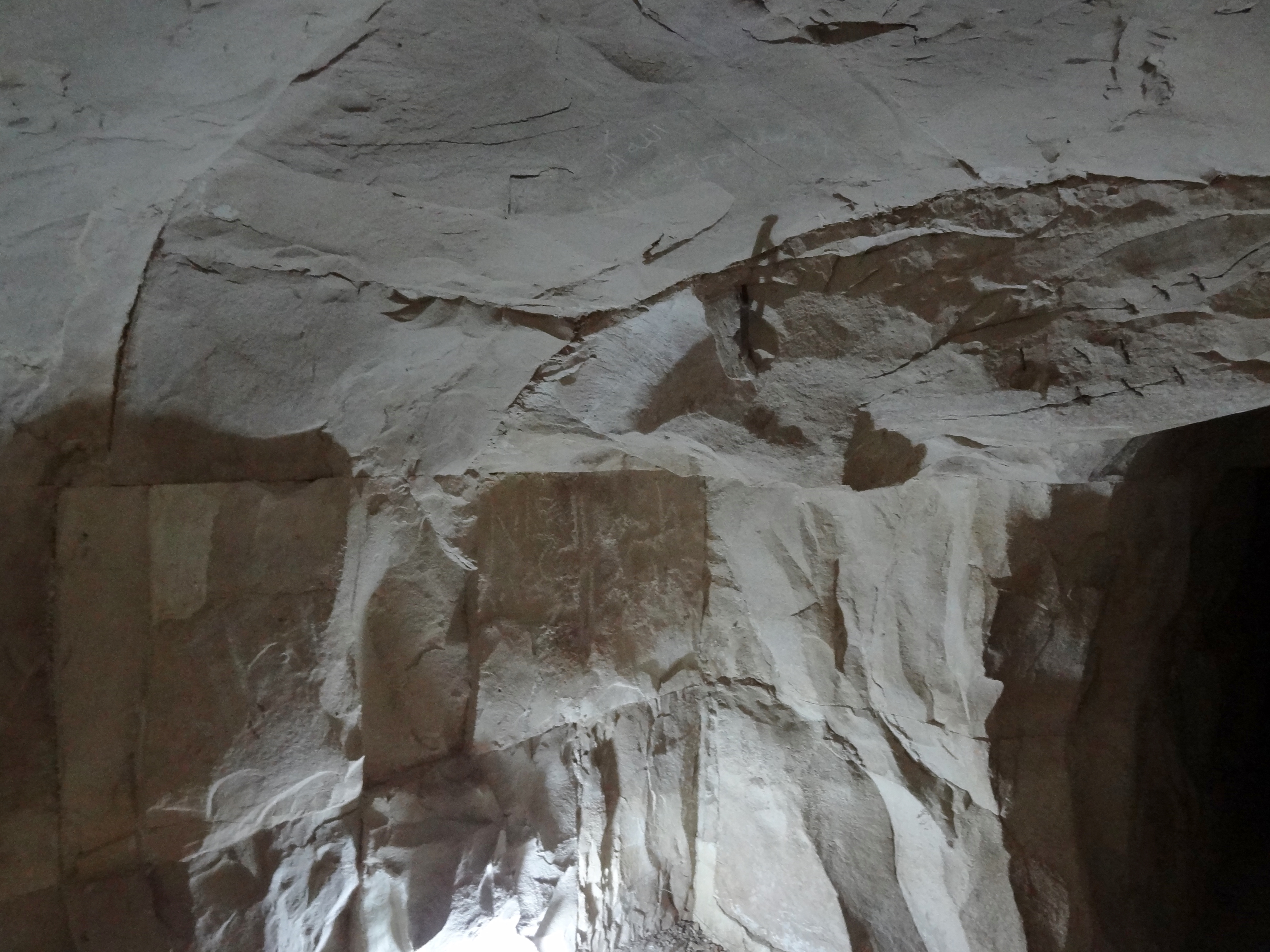
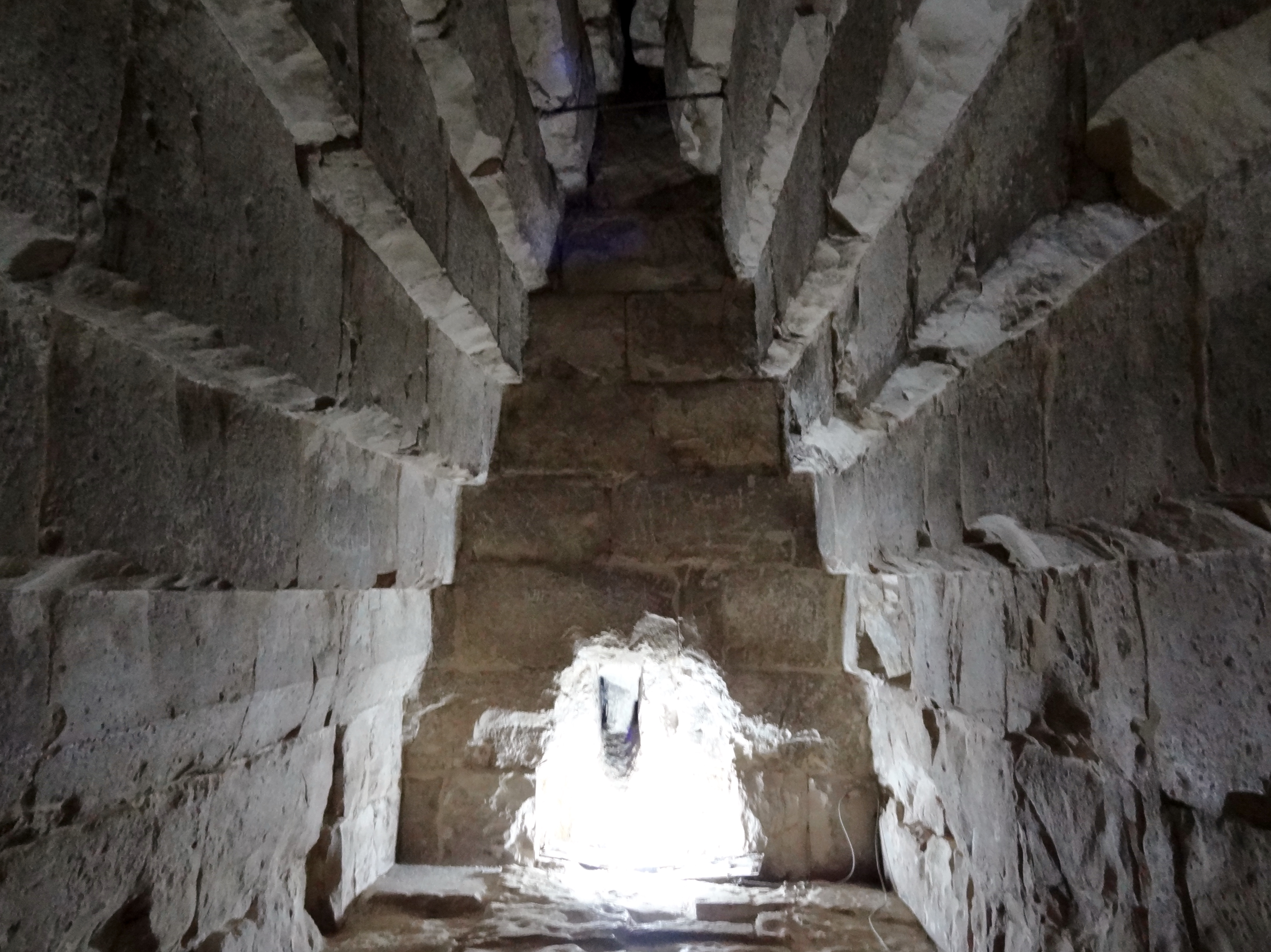
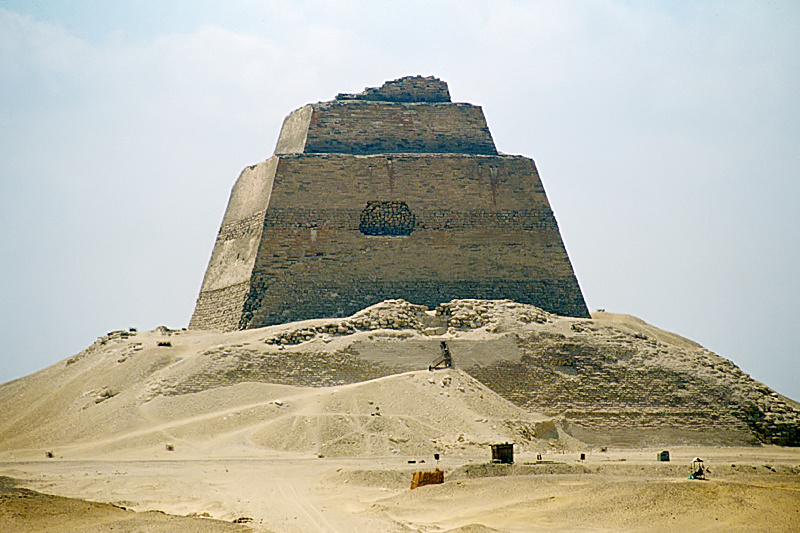
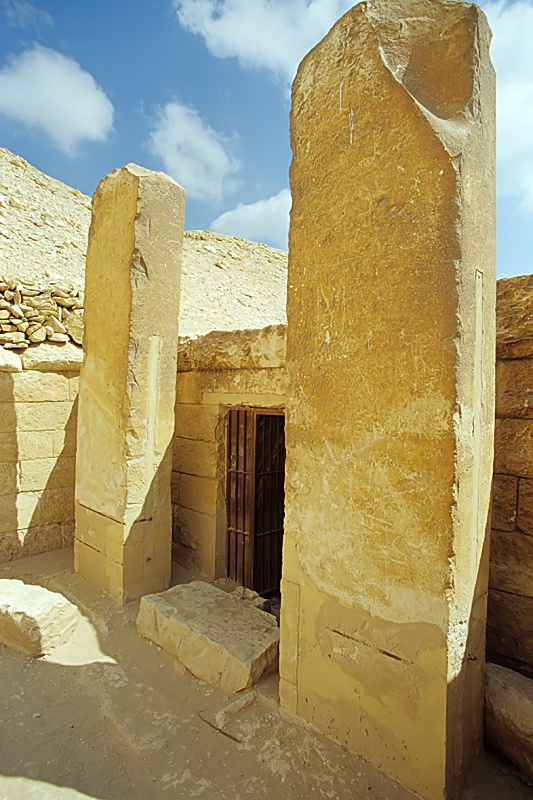
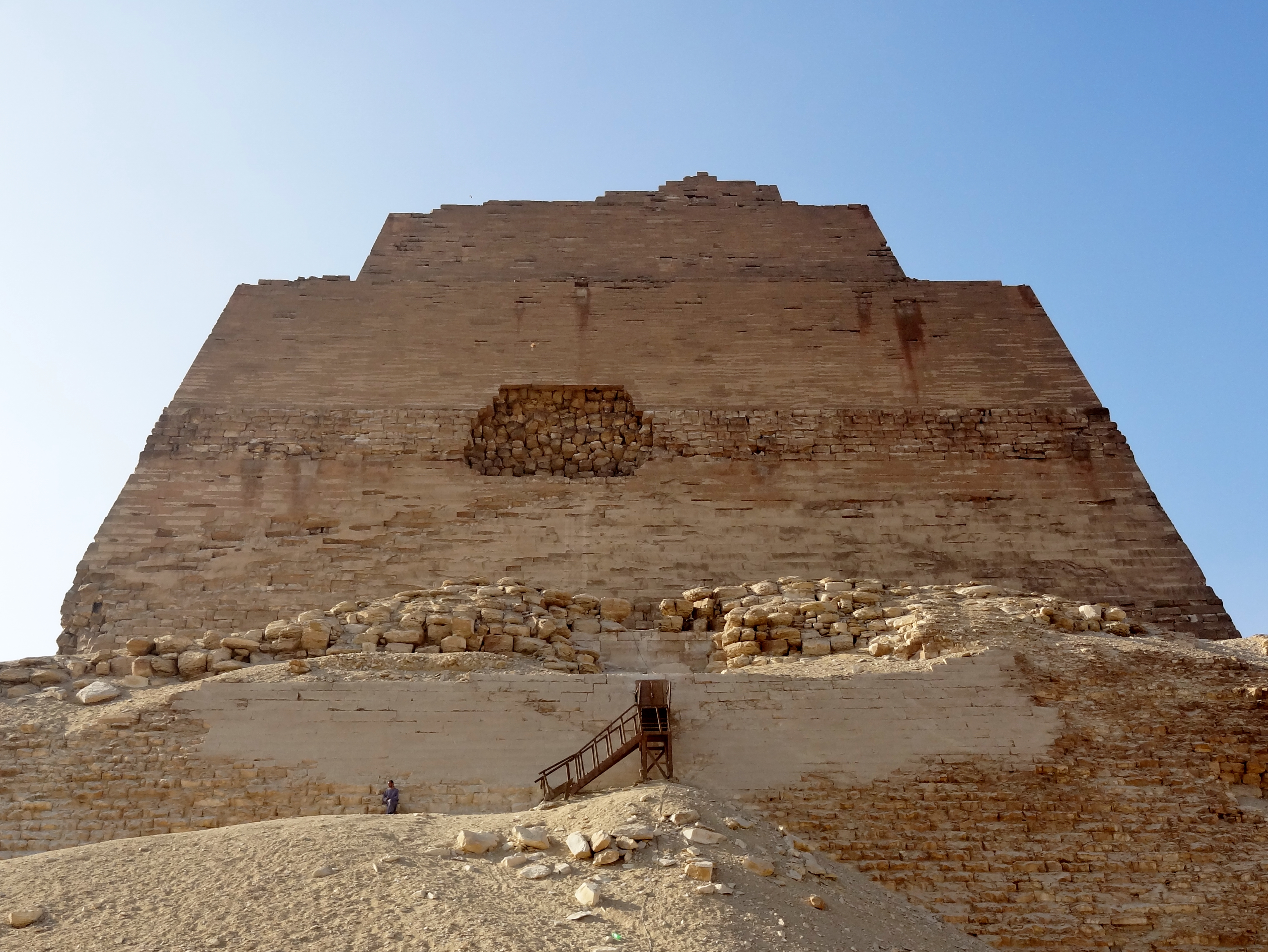
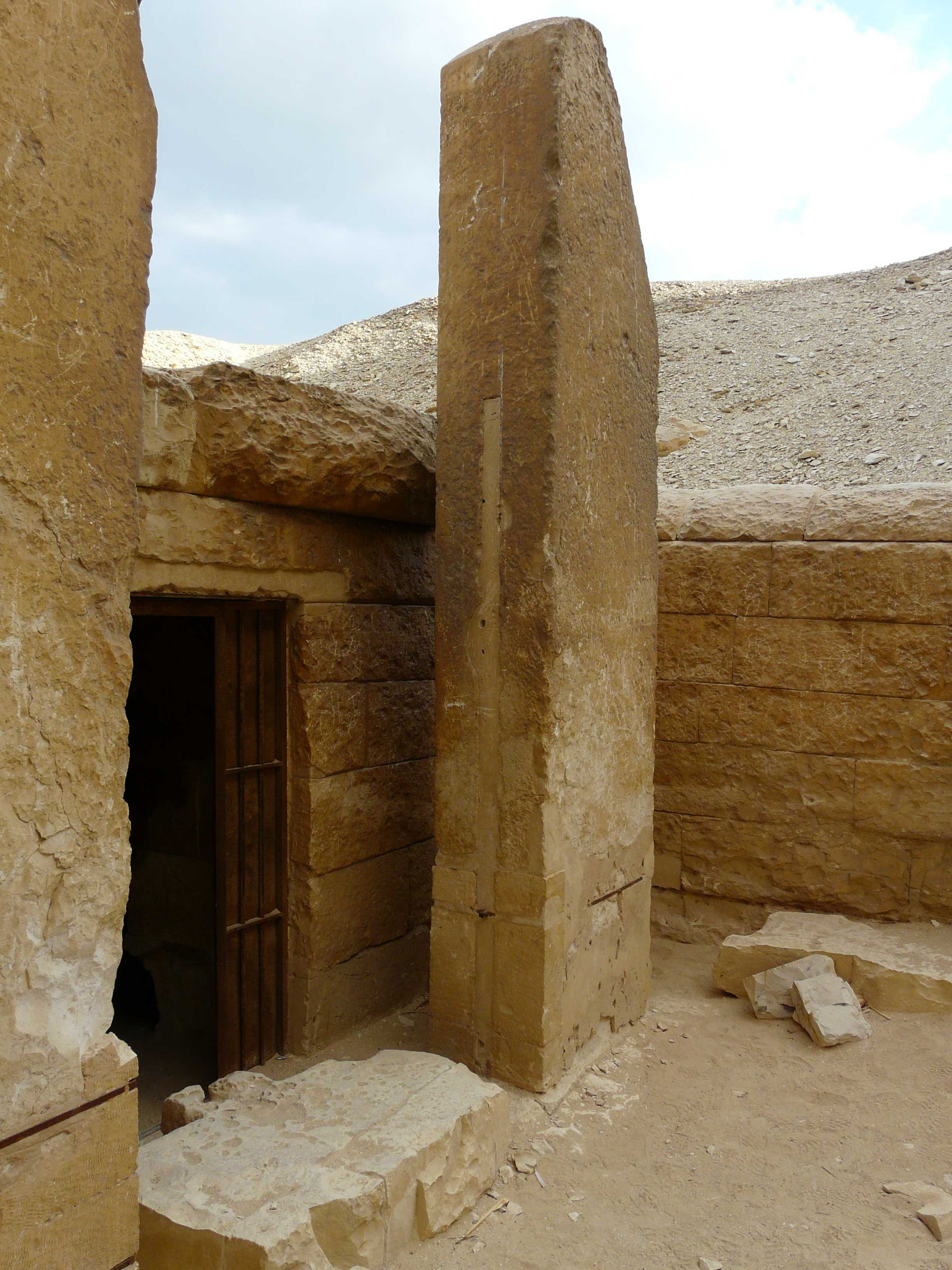
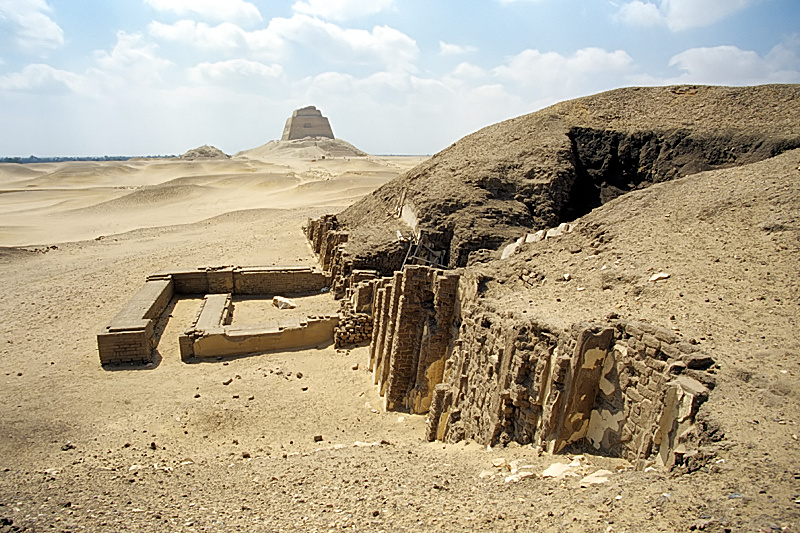
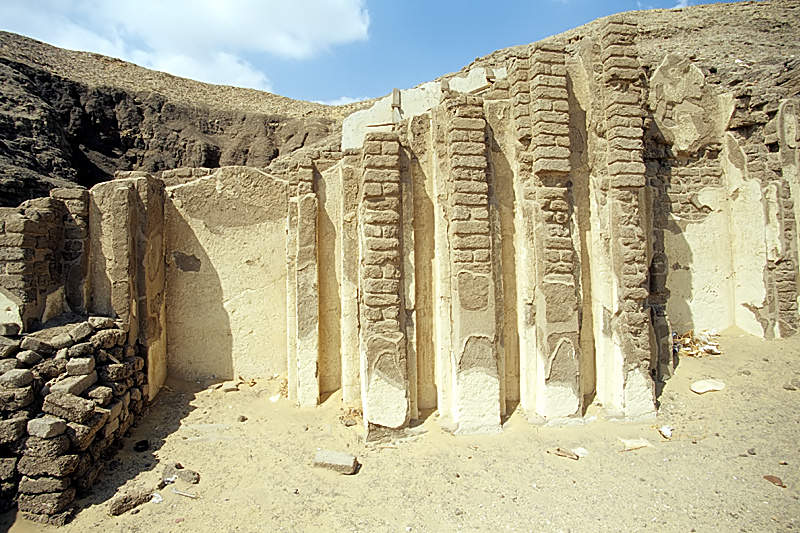
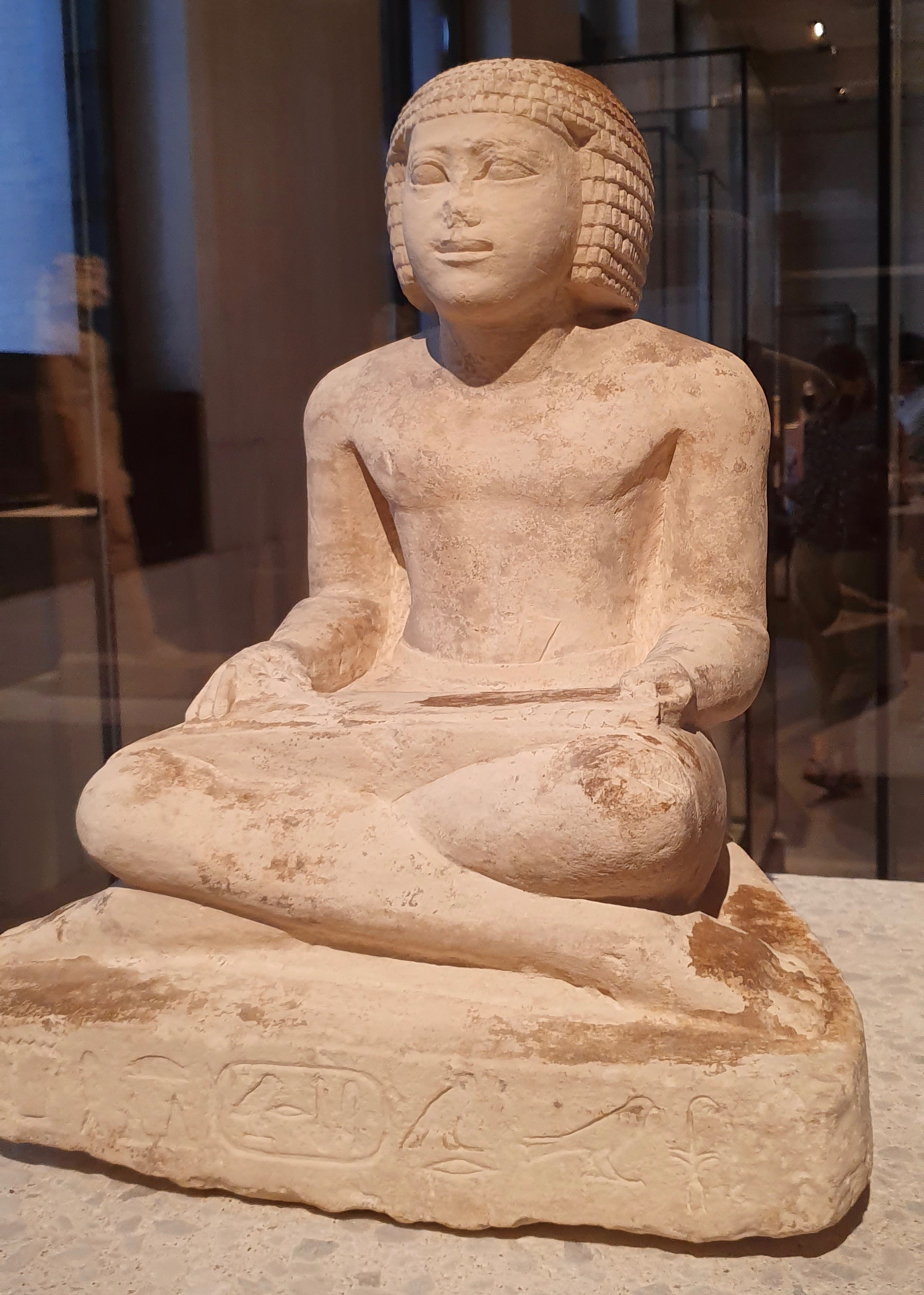
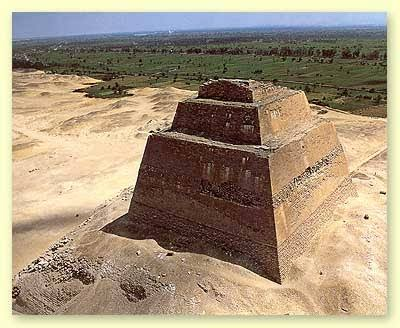